# Rachid Mouffouk
Rachid Mouffouk, spesso scritto Rachid Mouffok (Batna, 29 gennaio 1955), è un pittore e scultore algerino, conosciuto per i suoi personaggi a tutto tondo e per le sculture con materiale riciclato.

## Biografia

### Infanzia
Nato a Batna nel 1955, ha un fratello gemello. Di costituzione fragile, la sua famiglia temeva per la sua salute. Inizia le scole nel 1962, parallelamente alla scuola coranica, ma queste non lasciano bei ricordi nel suo animo.
Fin da piccolo, è stato attratto dall'arte, che ha sempre praticato, senza mai studiare Belle Arti. La sua prima scultura importante Diana, dea della caccia, eseguita su un pezzo di legno regalatogli dallo scultore Mohamed Houfani.

### Carriera
Prima della guerra civile algerina l'artista si è preso un periodo sabbatico di venti anni, e non ha creato opere né esposto, lavorando come saldatore in uno stabilimento meccanico in una società statunitense impiantata in Algeria. Il suo direttore ha deciso di sollevarlo dalla sua mansione, e gli ha offerto di curare la scultura per rendere più distesa l'atmosfera dei lavoratori.